# Paul Ferguson
Pour les articles homonymes, voir Ferguson.

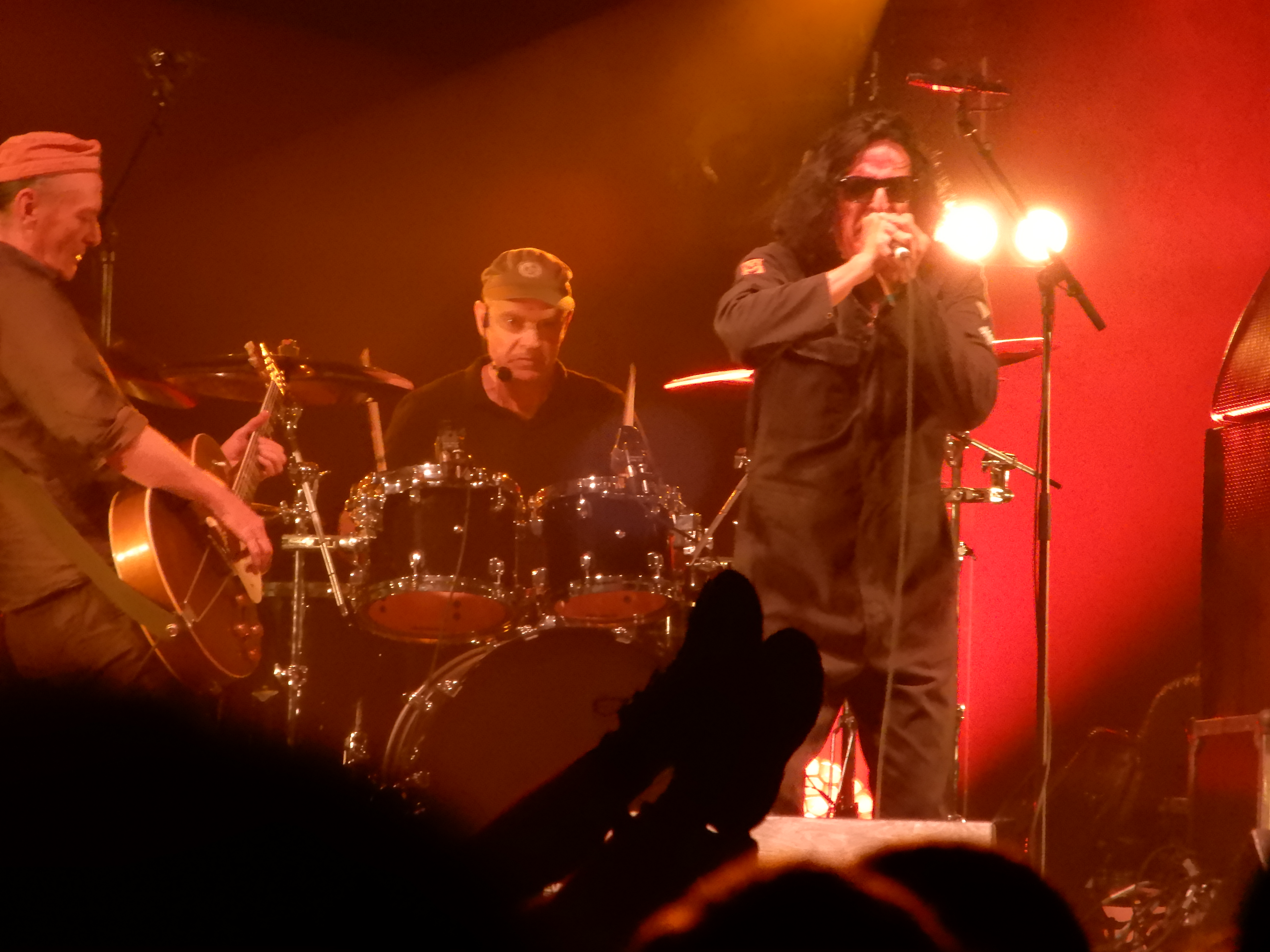
Paul Ferguson avec Killing Joke, au Hellfest 2022.

Paul Fergusson, dit Big Paul Ferguson ou plus simplement Big Paul (né Matthew Paul Ferguson le 31 mars 1958), est le fondateur britannique, avec Jaz Coleman, du groupe de post-punk, new wave et metal industriel Killing Joke.

## Carrière musicale
Jaz Coleman et Paul Ferguson se rencontrent au sein du Matt Stagger Band, groupe éphémère qui n'a pas laissé d'enregistrement, avant de démarrer une nouvelle collaboration au sein de Killing Joke, qu'ils fondent tous les deux en 1979.
Après qu'il a quitté ce premier groupe majeur en 1987, à cause de tensions causées par des visions artistiques divergentes quant à l'enregistrement de l'album Outside the Gate, Ferguson est embauché par Warrior Soul. Il se fait connaître par la suite dans diverses formations expérimentales comme Pigface, Murder, Inc., Crush (en), Transmission, Bloodsport et the Orb.
En 2008 il fait son retour au sein de Killing Joke et participe à tous les albums et tournées du groupe jusqu'à la mort de Geordie Walker, survenue fin 2023, qui met un terme à l'existence de la formation.
En parallèle, il sort deux albums solo — Remote Viewing, 2018 et Virtual Control, 2021 — puis, début 2024, il crée le trio Light of Eternity avec le chanteur et bassiste Fred Schreck, avec qui il a collaboré par le passé au sein de Crush, et le guitariste Pauly Williams. Un premier EP homonyme de quatre titres est annoncé pour le 1er juin 2024.
Début mars 2025 sort le premier titre d'un nouveau projet, le supergroupe Sevendials : Zodiac Morals. Le trio est constitué de Paul Ferguson à la batterie, Chris Connelly (Ministry, Revolting Cocks, Murder, Inc.) au chant, et Mark Gemini Thwaite (The Mission, Tricky, Peter Murphy) aux guitares et claviers.

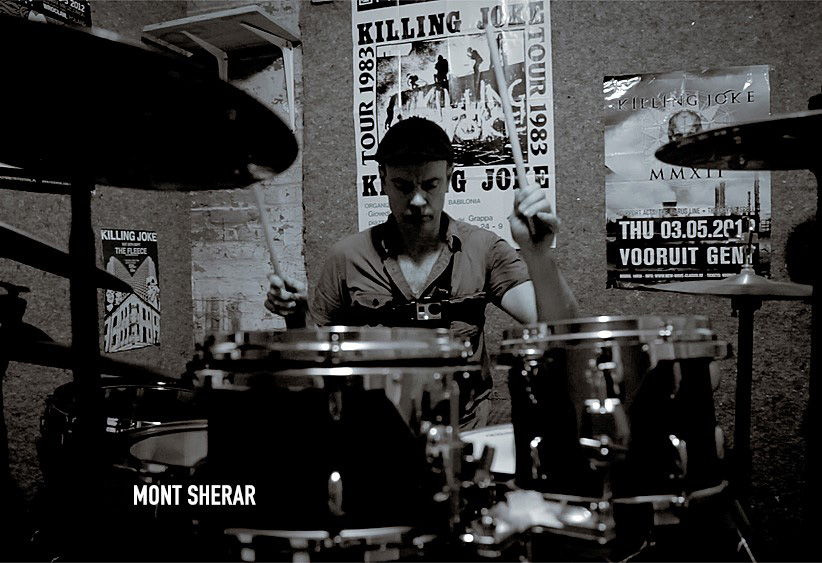
Paul Ferguson dit Big Paul, dans son studio de répétition personnel, par le photographe et réalisateur américano-canadien Mont Sherar.
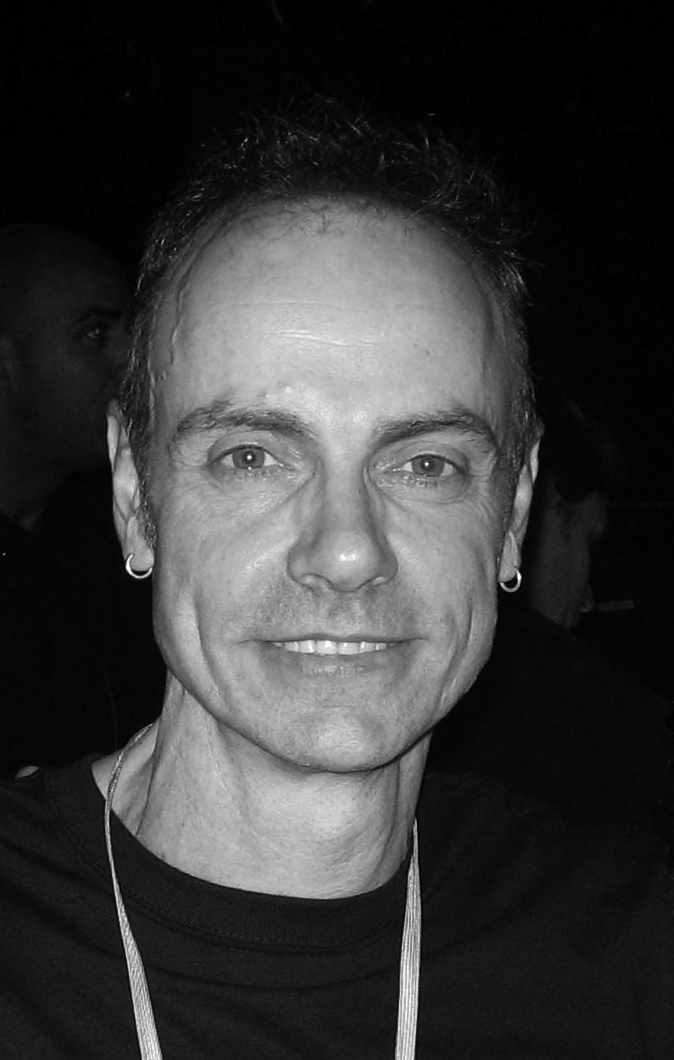
Paul Ferguson, à l'occasion d'un concert de Killing Joke à Paris (septembre 2008).

## Discographie

### Avec Killing Joke
- 1980 : Killing Joke (réédition en 2005 avec 5 titres bonus).
- 1981 : What’s THIS for...! (Réédition en 2007 avec 3 titres bonus).
- 1981 : HA (réédition en 2005 avec 3 titres bonus. L'album originel est sorti sur vinyle au format 10" - 33 t).
- 1982 : Revelations (Réédition en 2005 avec 1 titre bonus).
- 2010 : Absolute Dissent (également disponible en double CD, vinyle et double vinyle).
- 2012 : Down by the River (live enregistré au Royal Festival Hall de Londres en avril 2011. Chronologiquement, disponible en téléchargement (2011), puis sur double CD et en DVD vidéo (2012).
- 2012 : MMXII
- 2015 : Pylon

### Avec Warrior Soul
- 1990 : Last Decade Dead Century

### K÷93
- 2021 : K÷93, avec Jaz Coleman et Peter Hook, bassiste de Joy Division (maxi 45 tours limité à 2 000 exemplaires) : première sortie officielle d'un enregistrement réalisé au début des années 1980 et égaré depuis : une copie des bandes, conservée par un fan, a été retrouvée en novembre 2020[5].

### Avec Crush
- 1993 : Crush (album), EastWest / Atlantic

### Avec Bloodsport
- 2008 : Bodies sur The Clock Machine Turns You On: Volume 2 (2 CD, compilation), Malicious Damage

### Avec Transmission
- 2006 : Noctolucent (EP), Malicious Damage
- 2006 : Beyond Light (CD, album), Malicious Damage
- 2008 : Sublimity (album), Malicious Damage
- 2009 : Dance Alone (EP en diffusion numérique), Malicious Damage

### Avec Light of Eternity
- 2024 : Light of Eternity. EP quatre titres : Edge of Fate, Lament, Explode, Tipping Point.

### En solo
À compter de 2017, Paul Ferguson se lance dans la production d'albums solo. Les deux opus, sortis respectivement en 2018 et 2021, sont tous deux réalisés en collaboration avec Mark Thwaite (en) — guitariste, entre autres, de Peter Murphy —, qui assure la plupart des instrumentations additionnelles. La première publication sur support physique d'un extrait du premier album, Remote Viewing, est le morceau The Great Motivator qui paraît sur le double 45 tours accompagnant l'édition Deluxe du livre Twilight of the Mortals (voir Bibliographie).